# 船嘴鹟属
船嘴鹟属（学名：Machaerirhynchus）是雀形目船嘴鹟科（学名：Machaerirhynchidae ）的唯一一属，包含以下2个物种：
- 黄胸船嘴鹟 Machaerirhynchus flaviventer
- 黑胸船嘴鹟 Machaerirhynchus nigripectus